# ペミカン

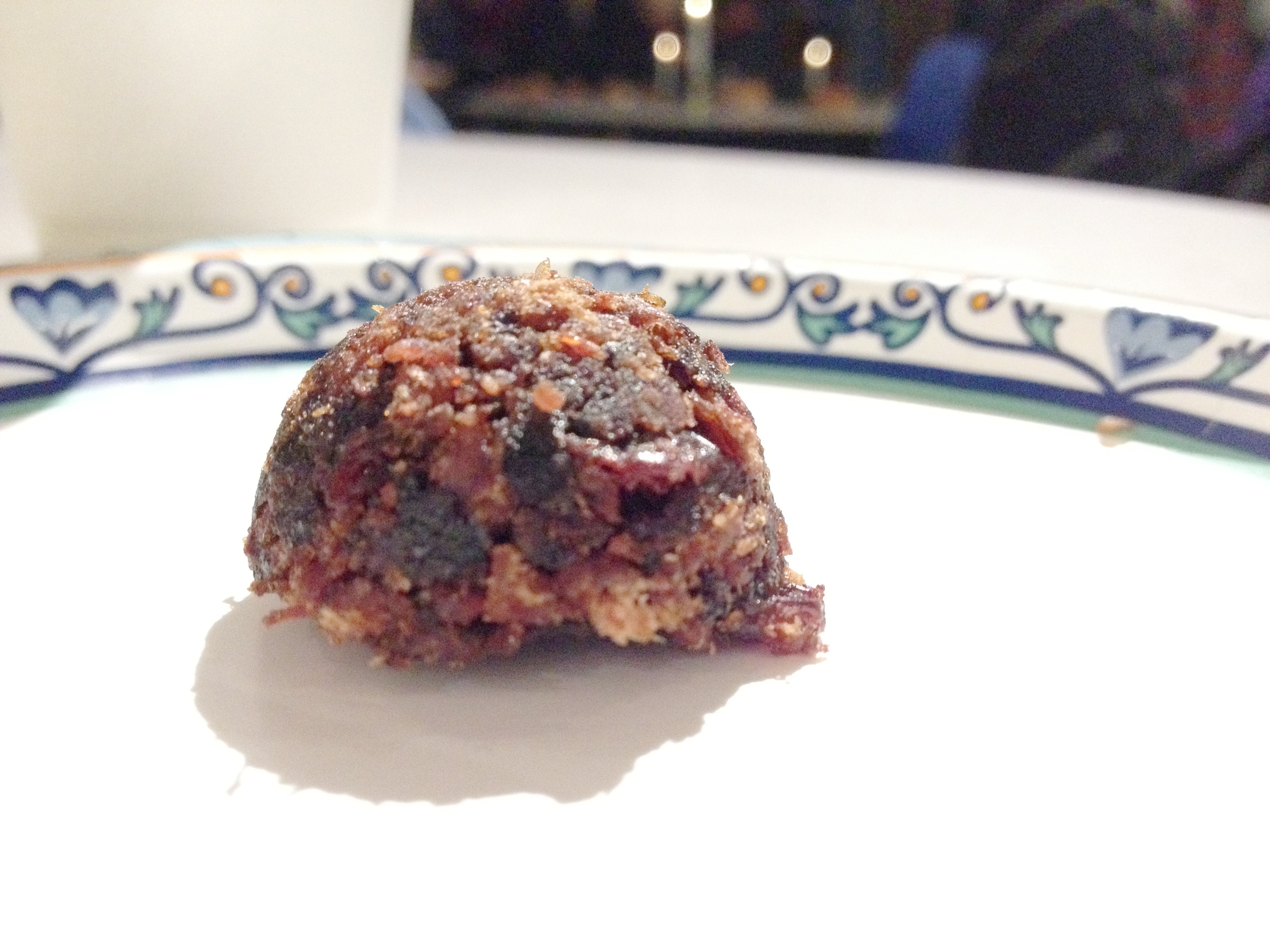
ボール状の塊にまとめられたペミカン

ペミカン（英語: pemmican）は、カナダおよびアメリカに先住するインディアンたちの伝統的な食品であり、携行食・保存食の一種である。
語源はクリー語の「ピミーカーン」 (pimîhkân) で、「pimî」は「脂肪」「油脂」を意味する。ラコタ（スー族）の言葉では“ワスナ(wa-sna)”と呼ばれ、これは“みな混ぜたもの”の意味である
。

## 概要
加熱溶解した動物性脂肪に粉砕した干し肉やドライフルーツなどを混ぜ、密封して固めることで保存性を高めた食品である。毛皮交易の際に携帯保存食として広く利用された。
材料は使用可能なものなら何でも用いられた。例えば、ペミカン用の肉としてしばしばアメリカバイソン、ヘラジカ、シカ（アメリカアカシカやオジロジカなど）の肉が使われた。ドライフルーツは、クランベリーやサスカトゥーンベリーがよく使われた。チェリー、スグリ 、セイヨウカマツカの実、ブルーベリーが使われたペミカンは、インディアンたちの間でもっぱら冠婚葬祭などの特別な場合に食べられるもので、現在でも同様に特別なときのものとして食されている。パウワウにも供されることが多い。
脂肪分の少ない肉と骨髄の脂肪で作られたペミカンが最上級とされるなど、毛皮交易時代の購入者の間では厳格な仕様が存在した。

## 製造方法

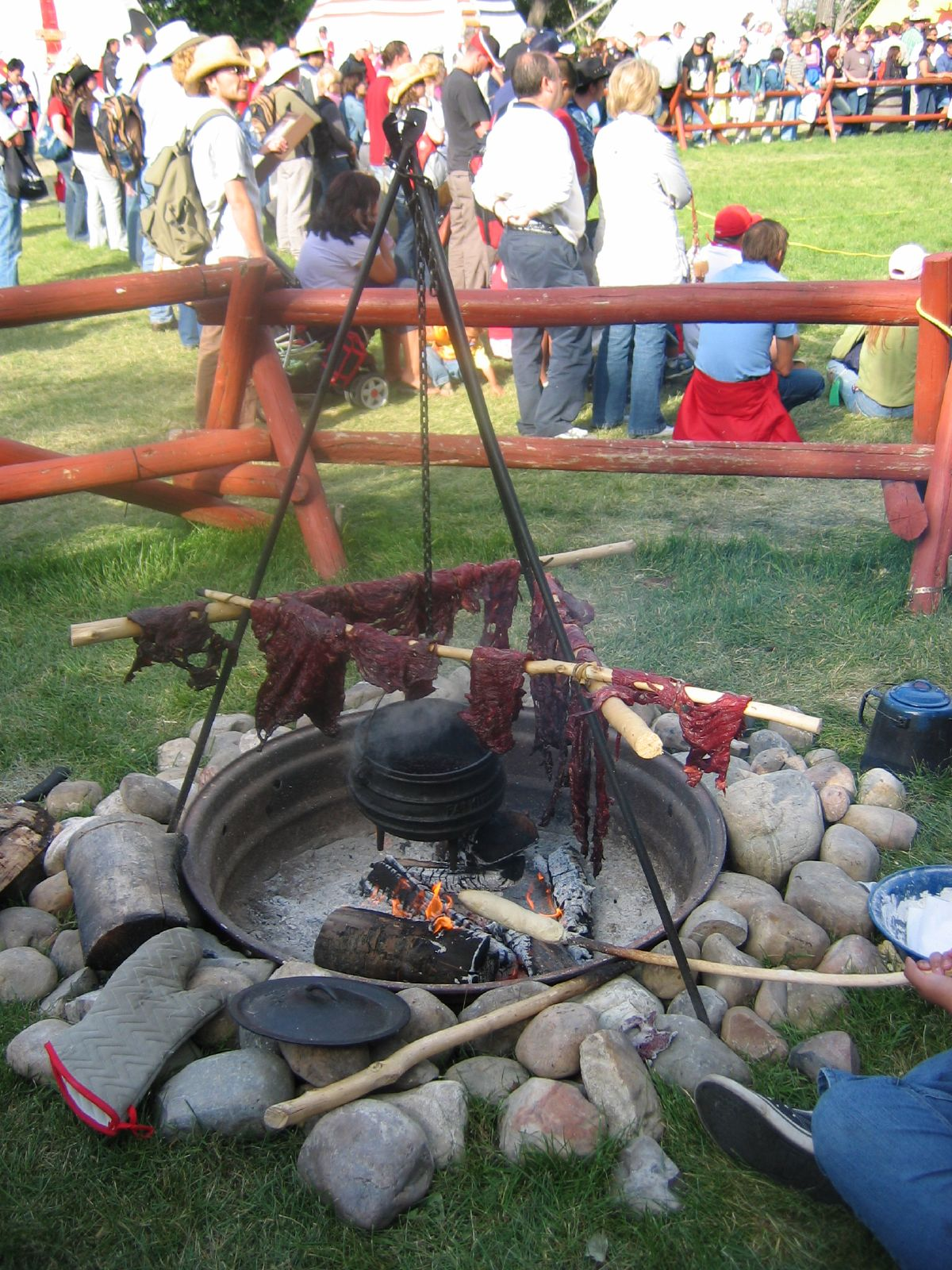
アウトドア・ショーであるカルガリー・スタンピードで作られているペミカン

ペミカンに使用する肉はまず薄くスライスし、固く脆い塊状になるまでゆっくりと火で炙るか、もしくはよく晴れた日が続く季節に熱い太陽の下に長時間晒して乾燥させる。 このようにして作られる薄い脆い肉は、クリー語で "Pânsâân" と呼ばれ、これは「干し肉」を意味する。この過程で水分が抜けることにより、肉は大幅に体積と重量を減じる。ペミカン用に1ポンド(454 g)の乾燥肉を得るには、約5ポンド（2.268kg）の生肉が必要になる。
前述の方法で獲られた干し肉を、石を刳った鉢に入れ、小型の石を用いて粉砕し、あらかじめ加熱して溶かしておいた獣脂と概ね1：1の体積比で混ぜ合わせる。ドライフルーツを混ぜ込む場合には、それらを別個に砕いておき、肉と脂肪を混ぜたものに加える。
上述のように混ぜ合わせたものを生皮の袋に詰めて貯蔵し、保存食とする。ペミカンについて法律的に定められたレシピは存在しないため、賞味期限や保存期間の限界は用いられた肉や脂肪、および調理法や貯蔵条件に応じて変化するが、北米地域の低温低湿の環境では、直射日光に晒されない通気の良い室内に保管されたものであれば1年から5年ほど保存することができるとされる。なお、一年の大半を雪に閉ざされるような環境では、低温の地下室に保管されたペミカンが10年以上経ったものであっても安全に食べることができた、という逸話があり、現代において適切に冷凍または冷蔵されたものであればペミカンの貯蔵寿命はそれ以上になるであろう、と推測されている。
※なお、上述の保存期限や逸話は北米の低温低湿な地域においてのものであり、他の地域や環境においては前提となる条件が異なるため、あくまで参考である。

## 極地探検・登山用保存食としてのペミカン
ペミカンはロバート・スコットやロアール・アムンセンのような極地探検家の間で、高カロリー食品として利用された。適切に包装されたペミカンは、長期間保存することができた。多くの場合、砕いた極地用ビスケットとともに湯に溶き、一種のシチューであるフーシュとして供された。

### 日本におけるペミカン
日本においても、大学山岳部などによる長期に及ぶ冬季登山などにおいて、伝統的によく利用されてきた。ただし日本の登山者が手作りするペミカンは本来の物とは異なり、現地での調理の手間の省略や燃料の節約のための簡易料理の一種と言える。

近年では市販のレトルト食品が発達・利用されるので、登山用保存食としてのペミカンを知らない者も多い。

## 犬用のペミカン
イギリスの北極探検隊は、犬ぞりを引く犬に牛肉で作られたペミカンを与えた。このペミカンは「ボブリル・ペミカン (Bovril pemmican)」、または単純に「犬用のペミカン」と呼ばれた。成分は2/3がタンパク質、1/3が脂肪であり、炭水化物は含まなかった。このペミカンは、タンパク質の割合が高すぎて犬の健康に良くないことが後に確かめられた。
アーネスト・シャクルトンの帝国南極横断探検隊（1914年 - 1916年）の隊員たちは、船が氷塊に阻まれて身動きが取れなくなった時に犬用のペミカンを食べて生き延びた。

## その他のペミカン
米軍は19世紀後半のインディアン戦争において、ビーフジャーキー、ピノーレ（コーンミール）とともに、ペミカンを軍用糧食に採用した。米軍は第二次世界大戦中、軍用糧食としてペミカンを参考に「ペミカンビスケット」を開発した。これは、小麦・大豆・トウモロコシ・牛肉・レバーをペースト状にして焼き上げた物であった。しかし、この携帯口糧の評判はあまり芳しいものではなかった。
コンアグラ・フーズがネブラスカ州オマハで製造販売しているビーフジャーキーと、カリフォルニア州オールバニのインターマウンテン・トレーディング社 (Intermountain Trading Co. Ltd.) が製造販売しているスナックバー型の携帯食に「ペミカン」というブランド名が使用されているが、どちらも伝統的なペミカンとは異なる食品である。
カカオ豆の脂肪分であるカカオバター（融点が34 - 36℃）から作られたホワイトチョコレートを溶かし、砕いたナッツ類（例えばピーナッツには30グラム中に7.5グラムのタンパク質が含まれている）とドライフルーツを混ぜ、型に入れて冷やし固めた物をペミカンの代用品とすることができる。高カロリー食品であり、そのまま齧って食べる。家庭で手軽に作ることができ、純植物性なのでベジタリアンにも適している。
シベリアのアムール川下流域に住む先住民・ナナイはサケやコイ、ハクレンなどの川魚を茹でて乾煎りし、田麩のような保存食「タクサン」を作る。日常的にはこのタクサンにクロマメノキなどベリーを混ぜて食べるが、冬季の猟の際はタクサンを魚油で練り上げた物を携帯食として持参する。